# Corn Ranch
Corn Ranch, comúnmente conocido como Launch Site One (LSO), es un puerto espacial propiedad y operado por Blue Origin que se encuentran aproximadamente a 30 millas (48 km) al norte de la ciudad de Van Horn, Texas, Estados Unidos.
El terreno de 165.000 acres (670 km²) fue comprado por Jeff Bezos en 2004.
La compañía utiliza el puerto espacial para realizar pruebas y servicios de lanzamiento para su cohete New Shepard. El sitio de lanzamiento cuenta con una plataforma de lanzamiento suborbital y varios bancos de pruebas de motores de cohetes. Las celdas de prueba de motores se encuentran en el sitio para dar soporte a los motores de hidrolox, metalox y de propulsante almacenable que se utilizan. Hay 3 celdas de prueba para probar el motor metalox BE-4: 2 de ellas permiten quemas de empuje y duración completas, y una para pruebas de precombustión de corta duración y alta presión. El puerto espacial también incluye una instalación de procesamiento de vehículos y un centro de entrenamiento de astronautas.
El primer vuelos espacial humano de la compañía se lanzó desde el Sitio de Lanzamiento Uno (LSO) el 20 de julio de 2021. El vuelo, denominado NS-16, llevó a su fundador Jeff Bezos, a su hermano Mark Bezos, al piloto de pruebas y miembro de Mercury 13 Wally Funk, y al holandés Oliver Daemen en un vuelo suborbital a bordo del New Shepard 4.

## Información sobre la licencia de lanzamiento de la FAA
La licencia de lanzamiento actual y los permisos experimentales de la Administración Federal de Aviación del gobierno de los EE. UU. autorizan los vuelos de los cohetes New Shepard. El sitio se activó el 13 de noviembre de 2006 con el objetivo de proporcionar vuelos turísticos comerciales al espacio.

## Ubicación
La plataforma de lanzamiento se encuentran en 31.422927°N 104.757152°O, a unos 2,9 km (1,8 mi) al norte del edificio de control. La plataforma de aterrizaje se encuentran en 31.4517°N 104.7628°O, a unos 6,1 km (3,8 mi) al norte de un edificio de control y a 3,2 km (2 mi) al norte de la plataforma de lanzamiento.

## Historial de lanzamiento
Todos los vuelos operados por Blue Origin.
| Fecha                    | Hora (UTC) | Cohete      | Número de serie | Misión                           |
| ------------------------ | ---------- | ----------- | --------------- | -------------------------------- |
| 29 de abril de 2015      | 16:00      | New Shepard | NS-1            | Mission 1                        |
| 23 de noviembre de 2015  | 17:21      | New Shepard | NS-2            | Mission 2                        |
| 22 de enero de 2016      | 13:00      | New Shepard | NS-3            | Mission 3                        |
| 2 de abril de 2016       | 15:18      | New Shepard | NS-4            | Mission 4                        |
| 19 de junio de 2016      | 15:36      | New Shepard | NS-5            | Mission 5                        |
| 5 de octubre de 2016     | 16:36      | New Shepard | NS-6            | Mission 6 (Inflight Escape Test) |
| 12 de diciembre de 2017  | 16:59      | New Shepard | NS-7            | Mission 7                        |
| 29 de abril de 2018      | 18:06      | New Shepard | NS-8            | Mission 8                        |
| 18 de julio de 2018      | 16:11      | New Shepard | NS-9            | Mission 9 (Inflight Escape Test) |
| 23 de enero de 2019      | 15:05      | New Shepard | NS-10           | NS-10                            |
| 2 de mayo de 2019        | 14:32      | New Shepard | NS-11           | NS-11                            |
| 11 de diciembre de 2019  | 17:53      | New Shepard | NS-12           | NS-12                            |
| 13 de octubre de 2020    | 14:36      | New Shepard | NS-13           | NS-13                            |
| 14 de enero de 2021      | 17:19      | New Shepard | NS-14           | NS-14                            |
| 14 de abril de 2021      | 17:51      | New Shepard | NS-15           | NS-15                            |
| 20 de julio de 2021      | 14:11      | New Shepard | NS-16           | NS-16                            |
| 26 de agosto de 2021     | 15:31      | New Shepard | NS-17           | NS-17                            |
| 13 de octubre de 2021    | 15:49      | New Shepard | NS-18           | NS-18                            |
| 11 de diciembre de 2021  | 15:00      | New Shepard | NS-19           | NS-19                            |
| 31 de marzo de 2022      | 13:57      | New Shepard | NS-20           | NS-20                            |
| 4 de junio de 2022       | 14:25      | New Shepard | NS-21           | NS-21                            |
| 4 de agosto de 2022      | 14:56      | New Shepard | NS-22           | NS-22                            |
| 12 de septiembre de 2022 | 15:26      | New Shepard | NS-23           | NS-23                            |
| 19 de diciembre de 2023  | 16:42      | New Shepard | NS-24           | NS-24                            |
| 19 de mayo de 2024       | 14:35      | New Shepard | NS-25           | NS-25                            |
| 29 de agosto de 2024     | 13:07      | New Shepard | NS-26           | NS-26                            |
| 23 de octubre de 2024    | 15:27      | New Shepard | NS-27           | NS-27                            |
| 22 de noviembre de 2024  | 15:30      | New Shepard | NS-28           | NS-28                            |
| 4 de febrero de 2025     | 16:00      | New Shepard | NS-29           | NS-29                            |
| 25 de febrero de 2025    | 15:49      | New Shepard | NS-30           | NS-30                            |
| 14 de abril de 2025      | 13:30      | New Shepard | NS-31           | NS-31                            |
| 31 de mayo de 2025       | 13:39      | New Shepard | NS-32           | NS-32                            |
| 29 de junio de 2025      | 14:39      | New Shepard | NS-33           | NS-33                            |
| 3 de agosto de 2025      | 12:42      | New Shepard | NS-34           | NS-34                            |

#### Próximos lanzamientos
| Fecha                | Cohete      | Misión |
| -------------------- | ----------- | ------ |
| 23 de agosto de 2025 | New Shepard | NS-35  |